# 死への頌歌
『死への頌歌』（しへのしょうか、英語: Ode to Death）H.144 作品38 は、グスターヴ・ホルストが1919年に作曲した合唱と管弦楽のための楽曲。ウォルト・ホイットマンがアメリカ合衆国大統領エイブラハム・リンカーンの死を悼んで1865年に著した哀歌『When Lilacs Last in the Dooryard Bloom'd』から、ある一節を選んで曲付けが行われている。
第一次世界大戦後、本作を作曲することにより大戦で命を落とした友人を追悼しようと、ホルストはホイットマンの哀歌の最後の部分に目を向けた。彼はホイットマンを「寛容性と国際性に関する新世界の預言者、そして神秘主義の新しい血統であり、彼の超絶主義は表層を飾り立てたヴィクトリア朝主義への解毒剤をもたらす」と看做していた。サリヴァンも次のように述べる。「ホルストはホイットマンの『快く、落ち着くような死』という視点を取り入れて、果てしない空間の感覚を示す輝かしい開始の和音を書いた（中略）ここでのホルストが関心を示しているのは、予測可能性や終結感ではなく、不確定性、無限であるという感情である。」
マシューズは、本作の静かな諦念漂う雰囲気を『イエス賛歌』での人生を高めるような精神性からの「突然の方向転換」であるとみている。イモージェン・ホルストは、本作は作曲者の私的な死に対する態度を表現したものであると考えた。作曲家仲間であったレイフ・ヴォーン・ウィリアムズとアーネスト・ウォーカーによると、本作は多くの人からホルストの最も美しい合唱作品であると看做されているということである。